# Ulmi, Giurgiu
Ulmi là một xã thuộc hạt Giurgiu, România. Dân số thời điểm năm 2002 là 7725 người.